# Mar Molné
Mar Molné Magriñá (Tarragona, 16 de octubre de 2001) es una deportista española que compite en tiro en la modalidad de foso.

Participó en los Juegos Olímpicos de París 2024, ocupando el cuarto lugar en la prueba de foso.
En la Copa Mundial de Tiro de 2023 logró dos victorias en la prueba de foso individual, en las etapas de Almaty y Rabat. A nivel juvenil fue campeona mundial por equipos en 2021 y campeona europea de la prueba individual en 2019.